# Herma Szabó
Herma Szabó (ur. 22 lutego 1902 w Wiedniu, zm. 7 maja 1986 w Admont) – austriacka łyżwiarka figurowa, startująca w konkurencji solistek i par sportowych z Ludwigiem Wrede. Mistrzyni olimpijska z Chamonix (1924, indywidualnie), 7-krotna mistrzyni świata (w tym dwukrotnie w parach sportowych) oraz 7-krotna mistrzyni Austrii (w tym dwukrotnie w parach).

## Biografia
Herma urodziła się w rodzinie łyżwiarzy figurowych. Była córką łyżwiarki Christy von Szabó, dwukrotnej brązowej medalistki mistrzostw świata (1913, 1914). Dziadek Hermy, Eduard Engelmann Jr., był trzykrotnym mistrzem Europy w latach (1892–1894) w konkurencji solistów. Jej kuzynka Helene Engelmann była mistrzynią olimpijską 1924 z Chamonix w parach sportowych, a druga kuzynka Christine Engelmann była żoną słynnego dwukrotnego mistrza olimpijskiego Karla Schäfera.
Herma Szabó w czasie swojej kariery łyżwiarskiej używała wiele różnych nazwisk m.in. Szabó, Plank-Szabó, Planck-Szabó, Jarosz-Szabó, Jaross-Szabó.
Zakończyła karierę sportową w 1927 roku, gdy została pokonana przez Sonję Henie na mistrzostwach świata 1927 w Oslo. Wynik zawodów był kontrowersyjny, ponieważ w skład sędziów wchodziło trzech Norwegów, Niemiec i Austriak. Trzech norweskich sędziów przyznało Henie złoto, podczas gdy sędzia niemiecki i austriacki przyznali pierwszą lokatę Szabó. Austriaczka była tak rozczarowana sportem, że nigdy więcej nie jeździła na łyżwach. Henie zaoferowała jej rewanż kilka lat później, ale Szabó odmówiła. Jej nagła emerytura doprowadziła jej partnera sportowego Wrede do szukania w pośpiechu partnerki, z którą mógł wystartować na Zimowych Igrzyskach Olimpijskich 1928 w Sankt Moritz (zdobyli brązowy medal).

## Osiągnięcia

### Solistki
| Zawody               | 1918           | 1922           | 1923           | 1924           | 1925           | 1926           | 1927           |                |                |                |                |                |                |                |                |                |                |
| Międzynarodowe       | Międzynarodowe | Międzynarodowe | Międzynarodowe | Międzynarodowe | Międzynarodowe | Międzynarodowe | Międzynarodowe | Międzynarodowe | Międzynarodowe | Międzynarodowe | Międzynarodowe | Międzynarodowe | Międzynarodowe | Międzynarodowe | Międzynarodowe | Międzynarodowe | Międzynarodowe |
| -------------------- | -------------- | -------------- | -------------- | -------------- | -------------- | -------------- | -------------- | -------------- | -------------- | -------------- | -------------- | -------------- | -------------- | -------------- | -------------- | -------------- | -------------- |
| Igrzyska olimpijskie |                |                |                | 1              |                |                |                |                |                |                |                |                |                |                |                |                |                |
| Mistrzostwa świata   |                | 1              | 1              | 1              | 1              | 1              | 2              |                |                |                |                |                |                |                |                |                |                |
| Krajowe              |                |                |                |                |                |                |                |                |                |                |                |                |                |                |                |                |                |
| Mistrzostwa Austrii  | 2              | 1              | 1              | 1              | 1              |                | 1              |                |                |                |                |                |                |                |                |                |                |

### Pary sportowe
Z Ludwigiem Wrede
| Zawody              | 1925           | 1926           | 1927           |                |                |                |                |                |                |                |                |                |                |                |                |                |                |
| Międzynarodowe      | Międzynarodowe | Międzynarodowe | Międzynarodowe | Międzynarodowe | Międzynarodowe | Międzynarodowe | Międzynarodowe | Międzynarodowe | Międzynarodowe | Międzynarodowe | Międzynarodowe | Międzynarodowe | Międzynarodowe | Międzynarodowe | Międzynarodowe | Międzynarodowe | Międzynarodowe |
| ------------------- | -------------- | -------------- | -------------- | -------------- | -------------- | -------------- | -------------- | -------------- | -------------- | -------------- | -------------- | -------------- | -------------- | -------------- | -------------- | -------------- | -------------- |
| Mistrzostwa świata  | 1              | 3              | 1              |                |                |                |                |                |                |                |                |                |                |                |                |                |                |
| Krajowe             |                |                |                |                |                |                |                |                |                |                |                |                |                |                |                |                |                |
| Mistrzostwa Austrii | 1              | 1              |                |                |                |                |                |                |                |                |                |                |                |                |                |                |                |

## Nagrody i odznaczenia
- Światowa Galeria Sławy Łyżwiarstwa Figurowego – 1982[5]